# Amagro
Amagro este o arie protejată (arie specială de conservare — SAC, sit de importanță comunitară — SCI) din Spania întinsă pe o suprafață de 487,6 ha, integral pe uscat.

## Localizare
Centrul sitului Amagro este situat la coordonatele 28°07′54″N 15°40′45″W / 28.1316°N 15.6793°V.

## Înființare
Situl Amagro a fost declarat sit de importanță comunitară în octombrie 1999 pentru a proteja 2 specii de plante. Situl a fost protejat și ca arie specială de conservare în ianuarie 2010.

## Biodiversitate
Situată în ecoregiunea , aria protejată conține 1 habitat natural: Tufărișuri termo-mediteraneene și de pre-deșert.
La baza desemnării sitului se află mai multe specii protejate de  plante (2): Argyranthemum lidii, Limonium sventenii.